# Dub in a Time of War
Dub in a Time of War är den tredje studioalbumet av  reggaebandet Soldiers of Jah Army som släpptes år 2005.

## Låtlista
1. "Dub In a Time of War"
2. "In Jah I Must Fear"
3. "Jah Protect Dub"
4. "Dub You Ever"
5. "What It Takes"
6. "Fox Rocks"
7. "Just Like The Land"
8. "Only Dub Will Stand"
9. "Frienemy Dub"
10. "Real Dub"
11. "Jah Love"
12. "Within Dub"
13. "Negativity"
14. "Revolve"
15. "Se Acabo Dub"